# Porcellanopagurus nihonkaiensis
Porcellanopagurus nihonkaiensis is een tienpotigensoort uit de familie van de Paguridae. De wetenschappelijke naam van de soort is voor het eerst geldig gepubliceerd in 1985 door Takeda.